# 크무족
크무족(Khmu, 베트남어: Khơ Mú, 중국어 정체자: 克木族)은 동남아시아의 민족이다. 88%중의 대다수는 라오스 북부에 살고 있으며, 라오스 북부에서 가장 큰 소수 민족으로 전체 인구의 11%를 차지하고있다. 대체적인 역사 영어 철자에는 Kmhmu, Kemu, Kammu 등이 있다.
크무는 중국 남서부(윈난성 시솽반나)에서도 찾아볼 수 있으며, 최근 수세기 동안 버마, 태국, 베트남(공식적으로 인정받는 민족집단) 지역으로 이주해 왔다. 그러나 중화인민공화국에서는 별개의 ‘민족’ 집단으로 공식 인정받지 못하고 오히려 부랑족의 하위집단으로 분류된다.
자칭 ‘크무’는 ‘사람’을 뜻하는 그들의 단어인 키무흐무(kymhmuʔ)에서 유래한 것으로 추측된다. 크무도 종종 그들 민족 집단 사이에서 프루(pru)라고 부른다.

## 분포
크무족은 원래 라오스 북부의 원주민이었다. 크무족은 과거 훨씬 더 넓은 지역에 살았던 것으로 여겨진다. 동남아시아의 저지대에 타이족, 라오족이 유입된 후, 크무족은 벼가 자라는 저지대 라오족 위의 고지대(라오텅), 그리고 가장 높은 지역에 거주하는 몽족, 미엔 집단(라오성) 아래 더 높은 지대로 밀려났고, 그곳에서 화전 농업을 했다. 전 세계에는 568,000여 명의 크무족이 있으며, 라오스 내의 인구는 50만 명, 베트남에는 73,000여 명, 태국에는 1만 명, 중국은 1만 명, 미국은 800,010만 명으로 추산된다.
라오스의 크무족은 주로 10개 성에 걸쳐 북쪽에 거주한다. 크무족은 북부 5개 지방(루앙프라방, 퐁살리주, 우돔싸이주, 보케오주, 루앙남타주)에서 라오족보다 수적으로 많은 최대의 민족을 형성하고 있다. 태국의 크무족은 태국-라오스 국경 근처의 난주에 군집해 있다.
대부분의 크무족 마을은 고립되어 있고, 늦게 전기를 공급받았다. 많은 지역에서 몽족과 다른 지역 소수 민족과 함께 크무족이 살고 있다. 미국의 크무족은 베트남 전쟁 때 피난민으로 이주한 것이다. 이들 난민들은 대부분 크무족 국민연합회와 크무족 카톨릭 국가 센터의 본거지인 캘리포니아에 정착했다.
태국의 많은 크무족들은 200년 전부터 새로운 농지와 티크나무 산업에서 일하기 위해 태국의 난주, 파야오주, 치앙라이주로 국경을 넘나드는 이주가 시작되었지만, 베트남 전쟁과 그 이후의 공산주의 정부를 피해 최근 라오스와 베트남에서도 오고 있다.

## 같이 보기
- 몽족